# Antocha fortidens
Antocha fortidens là một loài ruồi trong họ Limoniidae. Chúng phân bố ở miền Cổ bắc.